# پیر بودن
پیر بودن (فرانسوی: Pierre Bodin‎؛ زادهٔ ۲۳ مارس ۱۹۳۴) بازیکن فوتبال اهل فرانسه بود.
وی همچنین در تیم ملی فوتبال فرانسه بازی کرده‌است.